# NTT Publishing
NTT Publishing Co., Ltd. (エヌ・ティ・ティ出版株式会社 Enu Ti Ti Shūppan Kabushiki gaisha?) es una editorial y compañía discográfica japonesa con sede en Tokio que forma parte del grupo NTT.

## Trabajos
Entre los álbumes publicados por la NTT Publishing se pueden mencionar:
- Final Fantasy IV - Original Sound Version
- Final Fantasy IV - Original Sound Version
- Final Fantasy IV: Minimum Álbum
- Final Fantasy IV: Celtic Moon
- Romancing SaGa Original Sound Version
- Final Fantasy V - Original Sound Version
- Mambo de Chocobo
- Final Fantasy V: Dear Friends
- Final Fantasy V - Piano Collections
- Seiken Densetsu 2: Original Soundtrack
- Final Fantasy (USA) Mystic Quest: Sound Collections
- Final Fantasy VI Stars Vol. 1
- Final Fantasy VI Stars Vol. 2
- Romancing SaGa 2: Eternal Romance
- Final Fantasy VI - Original Sound Version
- Final Fantasy VI - Special Tracks
- Final Fantasy VI: Grand Finale
- Final Fantasy VI - Piano Collections
- Final Fantasy: Pray
- Final Fantasy Mix
- Front Mission Original Sound Version
- Chrono Trigger: Original Sound Version
- Chrono Trigger: The Brink of Time
- Romancing SaGa 2 Original Sound Version
- Super Mario World 2: Yoshi's Island Original Soundtrack
- Final Fantasy: Love Will Grow
- Romancing SaGa 3: Windy Tale
- Super Mario RPG: Original Sound Version
- Bomberman Hero: Official Soundtrack
- Formula
- Final Fantasy VI - Original Sound Version